# Samsung Galaxy S6 Active

## Lanzamiento
El S6 Active fue lanzado primero para AT&T en 12 de junio de 2015 en gris, azul y blanco, el modelo era SM-G890A.

## Especificaciones
El S6 Active usa casi el mismo hardware que el Galaxy S6, incluyendo su procesador octa-core, los 3 GB de ram, la pantalla de 5.1 pulgadas, los 16 MP de cámara. Pero es ligeramente más grueso, y a diferencia del Galaxy S6, los 3 botones principales son físicos en lugar de 1 físico y 2 táctiles, la batería de 3,500 mAh, que es mayor que el del Galaxy S6, también soporta carga inalámbrica.